# Liste des œuvres publiques du 13e arrondissement de Paris

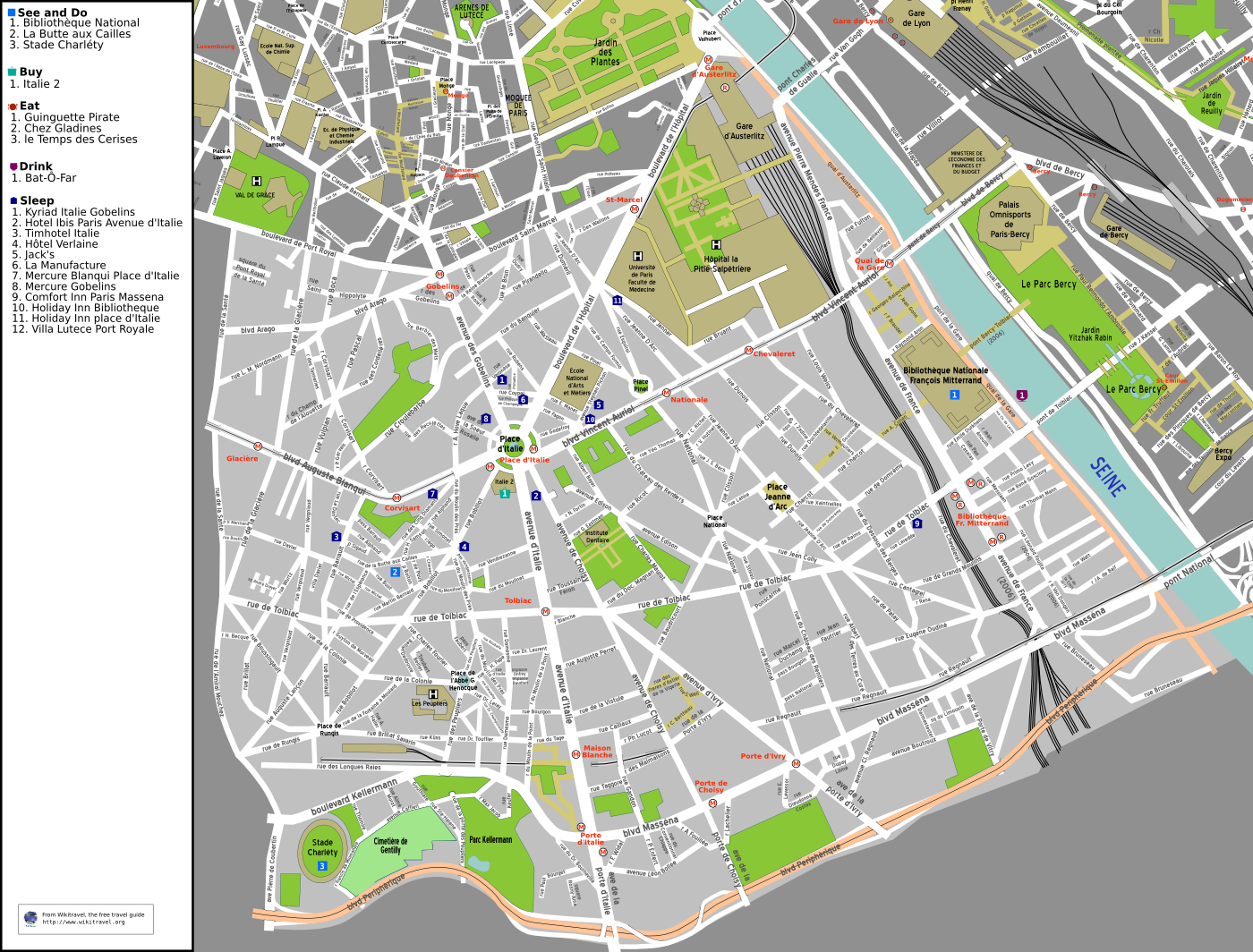
Plan du 13e arrondissement de Paris.

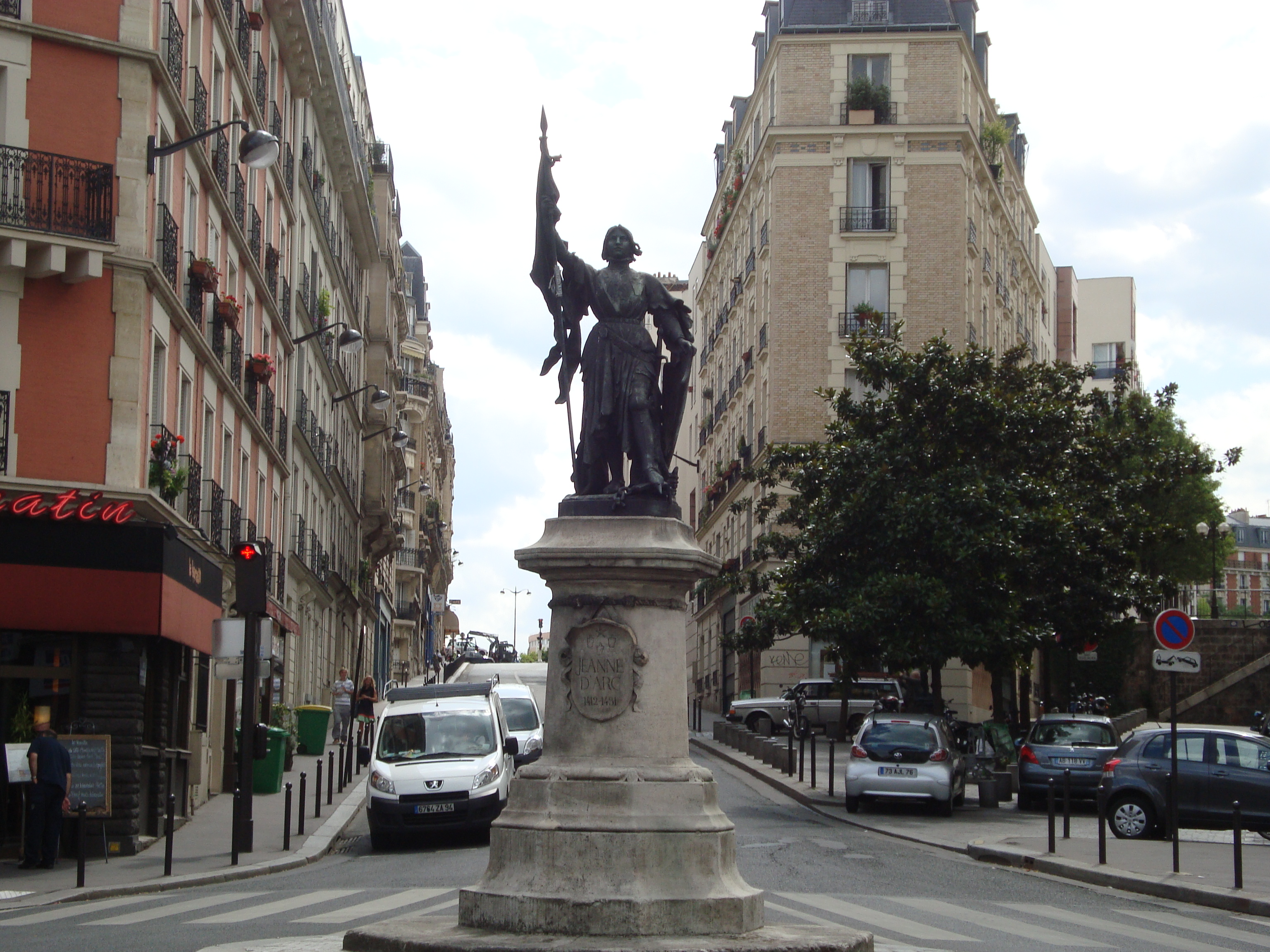
Jeanne d'Arc, libératrice de la France, Émile-François Chatrousse (1881).

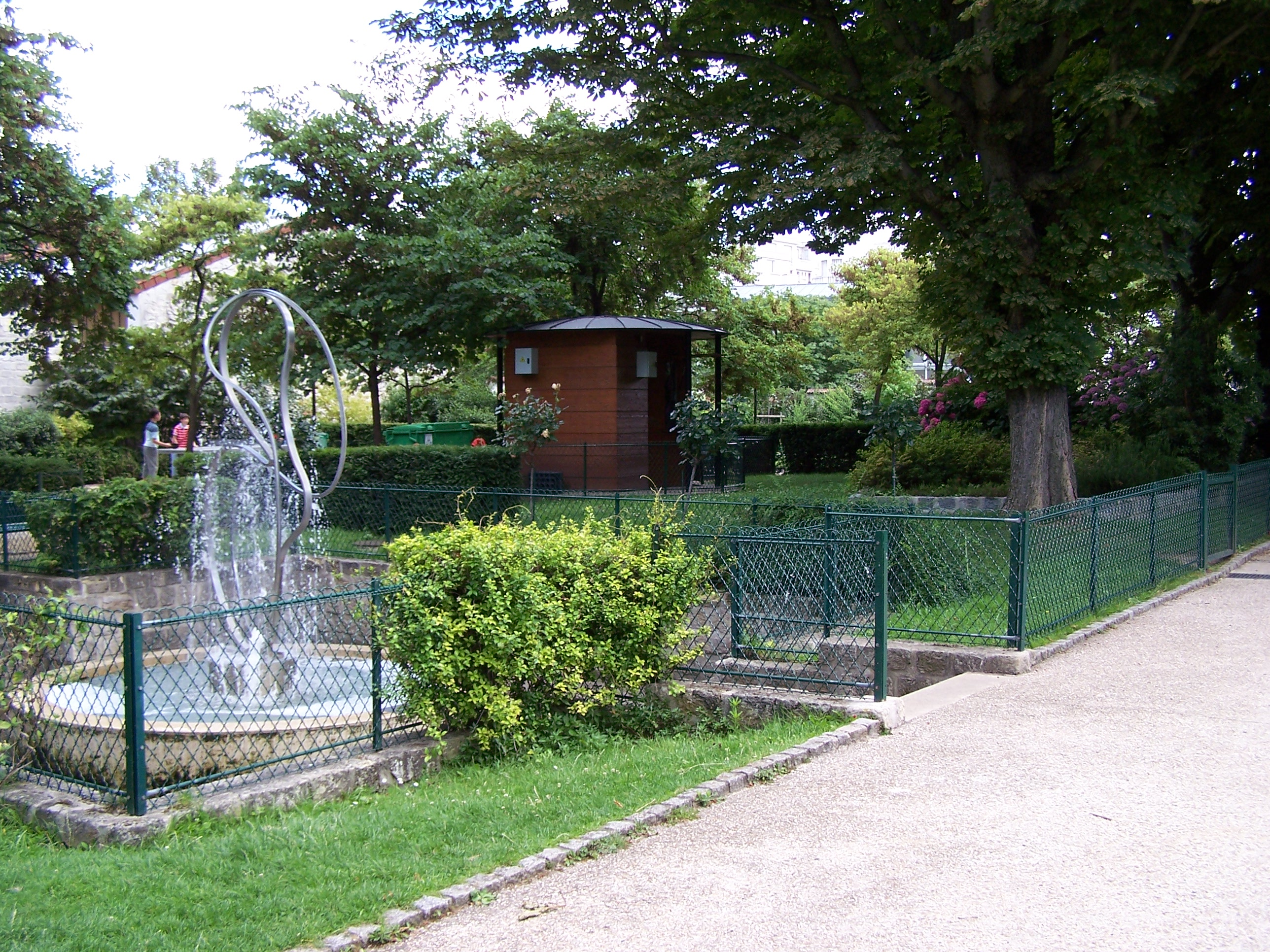
Sculpture, César Domela (square Henri-Cadiou).

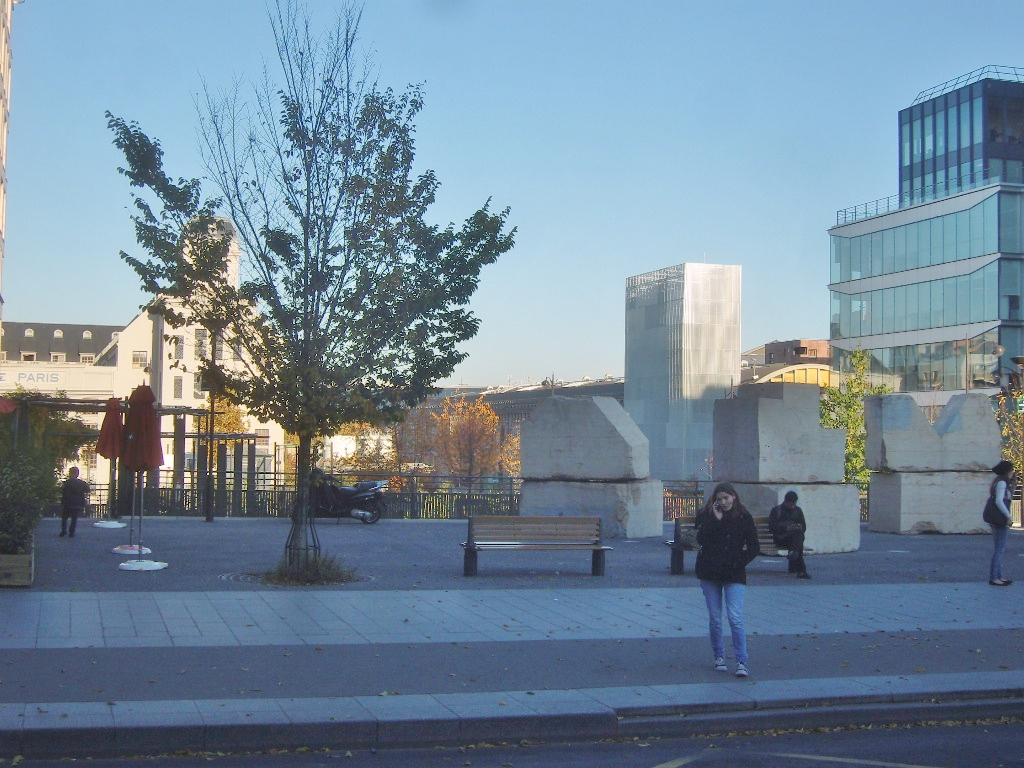
Hommage à Charlie Parker, Alain Kirili (2007).

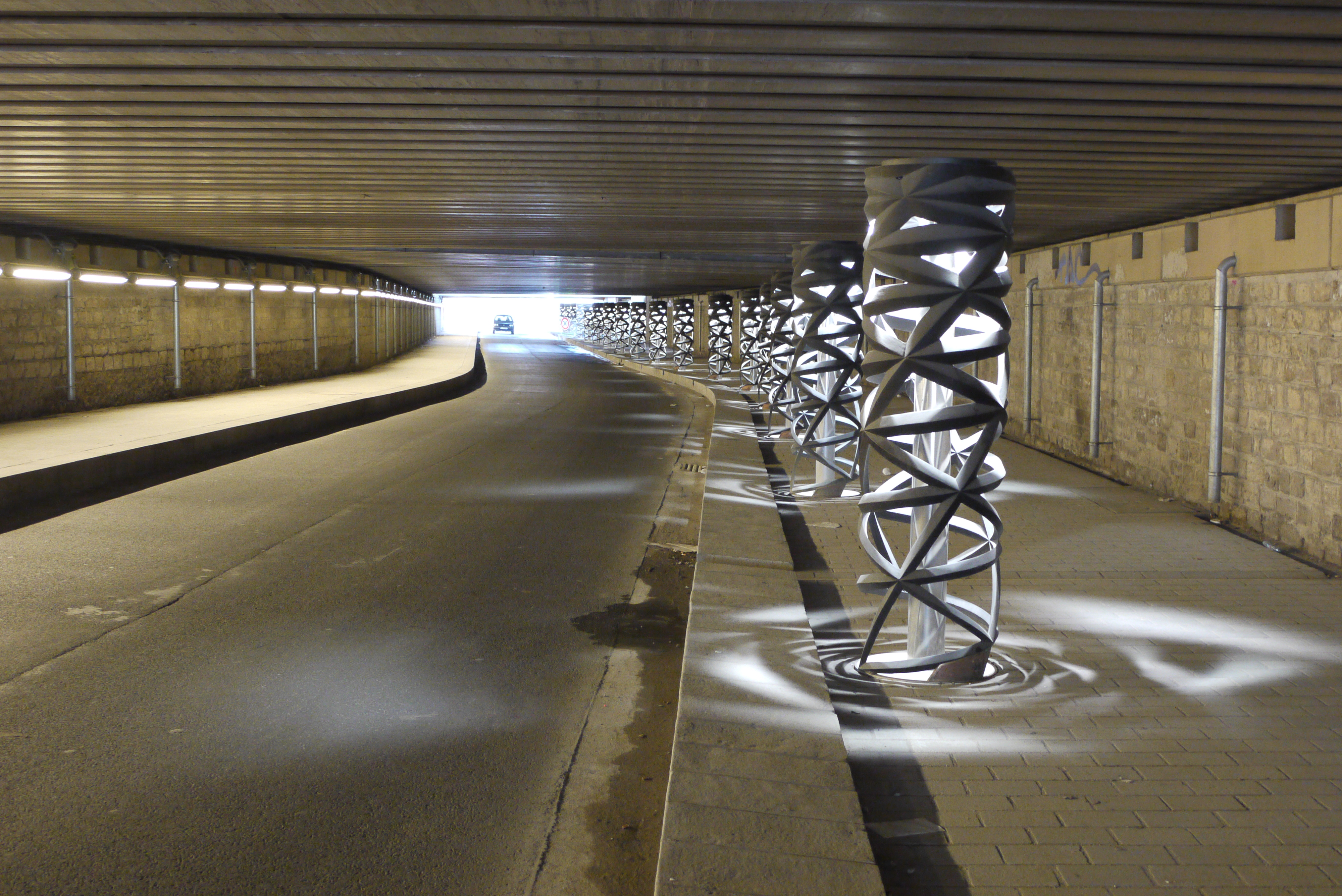
Lampadaires, rue Watt.

Cet article recense les œuvres d'art public du 13e arrondissement de Paris, en France.

## Liste

### Sculptures
- Jeanne d'Arc, libératrice de la France, Émile-François Chatrousse (1881, boulevard Saint-Marcel)
- Statue de Jeanne d'Arc rue de Domrémy (rue de Domrémy)
- Jeunes Athlètes, Lucien Gibert (stade Charléty, bordure du périphérique)
- Lanterne sphérique, L'Œuf centre d'études (1968, rue Xaintrailles)
- Monument au Maréchal Juin, André Greck (1983, place d'Italie)[1]
- Molosses, André Abbal (1935, entrée du Mobilier national)
- Monument aux mères françaises, Henri Bouchard et Alexandre Descatoire (1938, Jardin du Monument-aux-Mères-Françaises)
- Monument à Philippe Pinel, Ludovic Durand (1879, square Marie-Curie)
- Le Mystère, Léonardo Delfino (1990, place Nationale)
- Objet monumental, Claude Viseux (109 rue de Tolbiac, dalle des Olympiades)
- Le Retour du fils prodigue, Ossip Zadkine (1964, place d'Italie)
- Parc de Choisy et Institut dentaire George-Eastman, Carlo Sarrabezolles (1938) :
  - George Eastman offrant à la France l'institut de stomatologie qui porte son nom
  - La Santé publique triomphant de la maladie
- Sculpture, César Domela (square Henri-Cadiou)
- Totems, 1989, Robert Combas (110 boulevard Kellermann)

### Installations

#### Tramway T3
Plusieurs œuvres d'art sont installées sur le trajet du tramway 3a pour son inauguration en 2006 ; d'autres le sont en 2012 lors de son prolongement, :
- 1SQMH, Didier Fiuza Faustino (2006, au croisement du boulevard Masséna et de la rue Émile Levassor, installation)
- Lanternes (2012, porte de Vitry, boulevard Masséna, vitrines culturelles)
- Mirage, Bertrand Lavier (2006, rue des Peupliers, installation)
- Monochrome for Paris, Nancy Rubins (2012, esplanade Pierre-Vidal-Naquet)
- Les Rochers dans le ciel, Didier Marcel (2012, avenue de France)
- Skate Park, Peter Kogler (2006, square Robert-Bajac)

#### Autres lieux
Parmi les autres installations réalisées sur le territoire du 13e arrondissement :
- La Danse de la fontaine émergente, Chen Zhen et Xu Min (2008, place Augusta-Holmes, fontaine)[4]
- Éclairage (rue Watt)
- Hommage à Charlie Parker, Alain Kirili (2007, place Robert-Antelme)
- Station de métro Bibliothèque François-Mitterrand :
  - L'Escalier des signes et des nombres, Antoine Grumbach (1998, escalier du hall d'échange RER)
  - La Pluie de citations, Antoine Grumbach et Jean-Christophe Bailly (1998, quais, murs et hall d'échange)
- Une horloge végétale, Jean-Max Albert (1988, square Héloïse-et-Abélard

### Peintures murales
En dehors des graffiti et des œuvres de street art réalisés sans autorisation préalable (et en général effacées), le 13e arrondissement comporte plusieurs peintures murales effectuées avec l'aval des autorités ou des propriétaires. Un certain nombre occupent les portions aveugles des immeubles de grande hauteur du sud de l'arrondissement,.
Peintures murales :
- Alapinta Crew (Maher et Aner), Tierra Madre (2011, 50 rue Jeanne-d'Arc)
- C215 (2011, école Dorée, 90 boulevard Vincent-Auriol)
- Claudio Ethos (2010, stade Carpentier, boulevard Masséna)
- Shepard Fairey : Rise Above Rebel (2012, 93 rue Jeanne-d'Arc, angle avec le boulevard Vincent-Auriol)
- Jean-Michel Folon, La Porte (1985, 180 rue Nationale)
- Inti (2011, école Lahire, 8 rue Lahire)
- Inti, Our Utopia Is Their Future (2012, 129 avenue d'Italie)
- Seth (Julien Malland) Gamin de Paris (Enter the Vortex) (2019, 110 rue Jeanne-d'Arc)[8]
- M-City (2010, 122 boulevard de l'Hôpital)
- Rero (2011, 81 rue Chevaleret)
- Fabio Rieti, Jean Sébastien Bach (1980, 53 rue Clisson)
- Cyril Vachez et David N., De tous pays viendront tes enfants (1988, angle de la rue des Malmaisons et de l'avenue de Choisy)
- Vhils (2012, 173 rue du Château-des-Rentiers
- ZED (2011, rue Watt)

En outre, depuis 2001, le parcours du festival Lézarts de la Bièvre est balisé par un artiste urbain. Ces œuvres suivent plus ou moins le parcours de la Bièvre, affluent enterré de la Seine :
- 2001 : Miss.Tic
- 2002 : Jérôme Mesnager
- 2003 : Némo
- 2004 : Mosko et associés
- 2005 : Speedy Graphito
- 2006 : Jef Aérosol
- 2007 : FKDL
- 2008 : Artiste-Ouvrier
- 2009 : Jana und Js
- 2010 : ensemble des artistes invités les années précédentes
- 2012 : Philippe Baudelocque
- 2013 : Julien Malland (Seth)
- 2014 : Jace
- 2015 : Jober
- 2022 : Oji
- 2023 : Difuz
- 2024 : Louyz
- 2025 : Levalet

### Mosaïques
- Compagnons de Jeanne d'Arc, Fabio Rieti (1980, 73 rue Clisson)[10]

### Divers
- Plusieurs œuvres acquises en 2007 par le Fonds municipal d'art contemporain de la Ville de Paris sont exposées à mairie du 13e arrondissement[11],[12] :
  - Julien Audebert
  - Édouard Boyer
  - Hans-Peter Feldmann
  - Loris Gréaud
  - Chourouk Hriech
  - Vincent Lamouroux
- Écran anti-bruit Maryse-Bastié, M. Terzian (1986-1989, boulevard périphérique, rue Maryse-Bastié)